# 唇炎
唇炎，也就是嘴唇發炎，主要症狀為嘴唇乾燥、脫皮、皸裂、結痂，有時還出現水泡、滲出液。引發唇炎的病因很多，其中以嘴唇受到口水或外物刺激，及嘴唇對外物過敏較為常見。如果患者平時沒注意維護嘴唇健康，症狀會慢性持續性發作，並逐步加重病情。